# Hrîhorivka, Bratske
Hrîhorivka (în ucraineană Григорівка) este localitatea de reședință a comunei Hrîhorivka din raionul Bratske, regiunea Mîkolaiiv, Ucraina.

## Demografie
Componența lingvistică a localității Hrîhorivka
     Ucraineană (92,09%)
     Rusă (6,69%)
     Alte limbi (1,22%)
Conform recensământului din 2001, majoritatea populației localității Hrîhorivka era vorbitoare de ucraineană (92,09%), existând în minoritate și vorbitori de rusă (6,69%).